# Miguel Soler
Miguel Soler Roca (Corbera de Llobregat, 10 de abril de 1922 - Montevideo, 19 de mayo de 2021) fue un maestro uruguayo de origen español.
Fue director del Núcleo Escolar Experimental de La Mina. Dirigió la División de Alfabetización, Educación de Adultos y Desarrollo Rural de la Unesco. Doctor honoris causa por la Universidad de la República (2006). Presidente de la Comisión del Debate Educativo que busca sentar las bases para una nueva Ley de educación en el Uruguay (2005-2006).

## Biografía
Nació en la Provincia de Barcelona en 1922. Emigró junto a sus padres a Montevideo en 1926.
Educado en la escuela pública, decidió seguir la carrera de Magisterio y se graduó de la misma en 1939. Comenzó a trabajar como maestro en 1943.
En 1945 fue uno de los fundadores de la Federación Uruguaya del Magisterio.
En 1949 fue uno de los miembros de la Comisión redactora de los programas de estudio para las Escuelas Rurales en Uruguay junto a Julio Castro y Enrique Brayer Blanco.
Entre 1948 y 1954 fue director de la Escuela Rural N.º 59, en el Departamento de Soriano. En ese lapso, la UNESCO le otorgó una beca para realizar estudios durante un año y medio como Especialista en Educación Fundamental en México. 
A partir de 1954 organizó y dirigió el Núcleo Escolar Experimental de La Mina. Los núcleos escolares tenían como objetivo luchar contra el aislamiento en zonas despobladas, de forma coordinada con otras escuelas y organismos gubernamentales. Renunció a la dirección del proyecto en 1961, en desacuerdo con resoluciones del Consejo de Enseñanza Primaria, que atentaban en su opinión contra los objetivos del mismo.
Entre 1961 y 1982 trabajó para la Unesco, en diversos cargos y en diversas partes del mundo (Bolivia, México, Chile, Francia). Se jubiló en 1982, cuando era Subdirector General Adjunto del sector Educación de la UNESCO. Pese a ello, siguió colaborando con el organismo durante varios años más.
Se mudó en 1982 a Barcelona.
Entre 1984 y 2007 participó como asesor, tanto de comisiones de la Unesco como de gobiernos (Provincia de Córdoba (Argentina), Nicaragua, Uruguay).
Entre 2005 y 2007 volvió a vivir en Uruguay. Luchó activamente allí por el esclarecimiento de varios asesinatos cometidos durante la dictadura de ese país, incluyendo el de su colega y amigo Julio Castro.
Regresó a Barcelona, pero volvería a radicarse en Montevideo unos años después.
Continuó su labor como pedagogo, fundando el Grupo de Reflexión sobre Educación, integrando el Movimiento de Educadores por la Paz, colaborando
con el programa de Extensión de la Universidad de la República, escribiendo artículos sobre la educación y la realidad en Uruguay y América Latina.
En septiembre de 2016 le fue otorgado el Premio Internacional Mario Benedetti a la Lucha por los Derechos Humanos y la Solidaridad, de la Fundación Mario Benedetti.

## Vida personal
En 1947 se casó con Nelly Couñago Soriano, maestra, con quien compartió actividades profesionales en Uruguay, Bolivia y México. Ella falleció en 1965 en México. De ese matrimonio nació su hija Mariana Soler Couñago.
En 1966 se casó con Matilde Espino Clapés, trabajadora social y maestra.

## Obras
- 5 años de Educación Rural en La Mina (edición a cargo del personal del núcleo escolar experimental La Mina, 1960)
- 5 años de Educación Rural en La Mina (reedición. Montevideo: Instituto Cooperativo de Educación Rural, 1965)
- Uruguay: Análisis crítico de programas escolares de 1949, 1957 y 1979 (Barcelona: Imprenta juvenil – E.B.O., 1984)
- Educación: Problemas, Tendencias, Experiencias (coautor Roque Faraone. XVII Cursos Internacionales de verano (1986) Tomo I. Montevideo: UdelaR, 1987)
- Coautor de “Dos décadas en la historia de la Escuela Uruguaya (1987).
- Coautor de: Julio Castro, educador de pueblos (1987)
- El analfabetismo en América Latina: Reflexiones sobre los hechos, los problemas y las perspectivas (1989)
- Acerca de la educación rural (1991)
- Educación y vida rural en América Latina (Montevideo: Federación Uruguaya del Magisterio - Instituto del Tercer Mundo, 1996)
- Dos visiones antagónicas de la educación desde la atalaya internacional (Barcelona, 1997)
- El Banco Mundial metido a educador (Montevideo: Facultad de Humanidades y Ciencias de la educación - R.E.P, 1997)
- Reflexiones generales sobre la Educación y sus tensiones (Montevideo: AELAC- QuEduca, 2003)
- Réplica de un maestro agredido (Montevideo: Trilce, 2005)
- Lecciones de un Maestro (Uruguay, CODICEN, 2009)
- Rastrojos (ISBN 978-9974-7910-3-9. 2019)

Un listado completo de sus obras, con acceso abierto a las mismas, se encuentra en autores.uy Archivado el 9 de marzo de 2019 en Wayback Machine.